# 絵菱屋忠七
絵菱屋 忠七（えみしや ちゅうしち、生没年不詳）とは、江戸時代の京都の絵師。

## 来歴
師系・経歴不明。京都の人。姓は井崎、絵菱屋と号す。作画期は寛保2年（1742年）から安永2年（1773年）にかけてで、雛形本の絵を描いている。

## 作品
- 『雛形滝の清水』　雛形本　※寛保2年
- 『雛形井手の水』　雛形本　※延享5年（1748年）
- 『雛形母子草』　雛形本　※宝暦4年（1754年）